# 义井镇 (神池县)
义井镇，是中华人民共和国山西省忻州市神池县下辖的一个乡镇级行政单位。2021年5月，撤销虎鼻乡，整建制并入义井镇。

## 行政区划
义井镇下辖以下地区：
义井村、新堡村、坝口村、店儿上村、大黑庄村、腰店子村、小黑庄村、庄儿上村、花台坡村、郭家庄村、永祥山村、马家山村、银洞窊村、石窊村、西土棚村、东土棚村、小辛庄村、罗家窑村、长梁上村和后窑子村。
虎北村、山丛林村、上山口村、横山寺村、桦林坡村、下山口村、塘涧村、西毛家皂村、碾槽沟村、东毛家皂村和水泉梁村。